# Broadway Idiot
Broadway Idiot è un film-documentario del gruppo musicale statunitense Green Day, diretto da Doug Hamilton. È stato distribuito nelle sale cinematografiche il 18 ottobre 2013.
Al contrario di ¡Cuatro!, incentrato sulla storia della trilogia ¡Uno!-¡Dos!,-¡Tré!, Broadway Idiot racconta la storia del musical American Idiot e del viaggio di Billie Joe Armstrong dal punk rock a Broadway (da cui il titolo del documentario).

## Pubblicazione
L'uscita del documentario fu annunciata su Facebook il 23 gennaio 2013. L'11 ottobre è stato presentato in anteprima dal distributore FilmBuff in alcuni teatri e in video on demand.